# Kwiteria
Kwiteria (zm. 22 maja 477) – święta katolicka, męczennica, dziewica.
Przypisuje się św. Kwiterii królewskie pochodzenie. W wieku trzynastu lat za sprawą anielskiej interwencji została chrześcijanką. Nie chcąc się poddać woli ojca Katilliusa, który chciał ją wydać za Germana, uciekła z domu. Uwięziona przez króla Letyniana w cudowny sposób zbiegła. Kiedy została odnaleziona przez niedoszłego małżonka, ten kazał ją ściąć.
Kult świętej Kwiterii rozwinął się w Gaskonii, Hiszpanii, Portugalii, a szczególną czcią obdarzano ją w diecezji Aire-sur-l’Adour. O jej życiu, wobec wzrastającego kultu męczennicy miał zamiar napisać Grzegorz z Tours. Wspomnienie jej obchodzone jest 22 maja.